# Mercure (metrostation)
Mercure is een metrostation aan lijn 2 van de metro van Rijsel, gelegen in de Franse stad Tourcoing. Het metrostation werd op 18 augustus 1999 geopend en is vernoemd naar het zakencentrum Le Mercure, waar het metrostation vlakbij ligt. Het stedelijke gebied Zone de l'Union bevindt zich in de buurt van het station.
Saint-Philibert · Bourg · Maison des Enfants · Mitterie · Pont Supérieur · Lomme - Lambersart · Canteleu · Bois Blancs · Port de Lille · Cormontaigne · Montebello · Porte des Postes · Porte d'Arras · Porte de Douai · Porte de Valenciennes · Lille Grand Palais · Mairie de Lille · Gare Lille-Flandres · Gare Lille-Europe · Saint-Maurice Pellevoisin · Mons Sarts · Mairie de Mons · Fort de Mons · Les Prés - Edgard-Pisani · Jean-Jaurès · Wasquehal - Pavé de Lille · Wasquehal - Hôtel de ville · Croix - Centre · Mairie de Croix · Épeule - Montesquieu · Roubaix - Charles-de-Gaulle · Eurotéléport · Roubaix - Grand-Place · Gare - Jean-Lebas · Alsace · Mercure · Carliers · Gare de Tourcoing · Tourcoing - Centre · Colbert · Phalempins · Pont de Neuville · Bourgogne · CH Dron